# Rebutia colorea
Rebutia colorea Ritter, 1977 es una especie de plantafanerógama de la familia Cactaceae. Actualmente se considera un sinónimo de Aylostera pygmaea.

## Descripción
Es una planta perenne de tamaño pequeño, carnosa, globosa y de color verde armada de espinas cortas en fascículos regulares en las costillas longitudinales. Tiene las flores de color rojo.

## Distribución
Es originaria de Bolivia, y presente también en Argentina. Es una especie común, aunque en lugares localizados: Argentina (Jujuy, Salta); Bolivia (Chuquisaca, Cochabamba, Oruro, Potosí, Tarija).

## Sinonimia
- Lobivia pygmaea (R.E.Fr.) Backeb.
- Lobivia atrovirens Backeb.
- Lobivia digitiformis Backeb.
- Lobivia haagei Wessn.
- Lobivia haagei var. elegantula Rausch
- Lobivia haagei var. mudanensis (Rausch) Rausch
- Lobivia haagei var. pelzliana Rausch
- Lobivia neohaageana Backeb.
- Lobivia orurensis Backeb.
- Mediolobivia atrovirens (Backeb.) Backeb.
- Mediolobivia haefneriana Cullman
- Mediolobivia pectinata var. orurensis (Backeb.) Backeb.
- Mediolobivia pygmaea (R.E.Fr.) Krainz
- Rebulobivia haagei Frić & Schelle
- Rebutia brunneoradicata F.Ritter
- Rebutia canacruzensis Rausch
- Rebutia carmeniana Rausch
- Rebutia diersiana Rausch
- Rebutia friedrichiana Rausch
- Rebutia gracilispina F. Ritter
- Rebutia haagei Frić & Schelle
- Rebutia iridescens F.Ritter
- Rebutia lanosiflora F Ritter
- Rebutia mixta F.Ritter
- Rebutia mudanensis Rausch
- Rebutia orurensis (Backeb.) F.Ritter
- Rebutia pallida Rausch
- Rebutia pauciareolata F.Ritter
- Rebutia paucicostata F.Ritter
- Rebutia pygmaea (R.E.Fr.) Britton & Rose
- Rebutia rosalbiflora F.Ritter
- Rebutia rutiliflora F.Ritter
- Rebutia salpingantha F Ritter
- Rebutia torquata F.Ritter & Buining
- Rebutia villazonensis F.H.Brandt
- Rebutia violascens F Ritter
- Rebutia yuquinensis Rausch[2][3][4]